# شاتو دي سولي سور لوار
شاتو دي سولي سور لوار هو شاتو يقع في سولي سور لوار،سانتر-فال دو لوار،فرنسا.